# Борщаговка (Погребищенский район)
Борщаго́вка (укр. Борщагівка) — село на Украине, находится в Погребищенском районе Винницкой области.
Код КОАТУУ — 0523481201. Население по переписи 2001 года составляет 508 человек. Почтовый индекс — 22233. Телефонный код — 4346.
Занимает площадь 0,209 км².

## Адрес местного совета
22233, Винницкая область, Погребищенский р-н, с. Борщаговка, ул. Искры и Кочубея, 39

## История
Принадлежало магнатам Вишневецким. Последний из Вишневецких Михал Сервазий, гетман Великого княжества Литовского, умер в 1743 г., и его имущество перешло родственникам — Огинским и Замойским. Дочь Михала Анна вышла замуж за Юзефа Огинского, воеводу трокского, а её сестра Эльжбета — за Михала Замойского, воеводу смоленского. Позже, во время окончательного раздела имущества Вишневецких между наследниками 26 марта 1750 г. в Вишневце, Борщаговка перешла Адаму Бжостовскому. Он продал село пинскому маршалку Антонию Ожешко. Его дочь Сусанна вышла замуж за Захария Ганского, ловчего надворного литовского, коронного генерала-адъютанта булавы польной, и село перешло Ганским в качестве приданого. Около 1770 г. Ганские реконструировали древний Борщаговский замок. В 1812 г. Захарий Ганский умер, и село досталось его сыну Франтишку, председателю главного суда в Киеве.

## Замок
Планировка замка основана на квадрате, ниспадающем в сторону реки. Деревянное продолговатое жилое здание стояло посреди двора, окна выходили во все стороны. На валах были две круглые башни, которые окружались частоколом и насыпью. В валах имелись ворота, снаружи замок окружал глубокий ров, который в случае опасности заполнялся водой. Над рвами на цепях крепился навесной мост. В конце XIX века валы были уничтожены половодьем.

## Уроженцы
- Коваленко, Григорий Борисович (род. 1953) — российский государственный деятель. Глава администрации Нарьян-Мара (1997—2001).